# تپه گاوینه‌رود
تپه گاونیه رود مربوط به هزاره اول قبل از میلاد - دوره اشکانیان و دوره ساسانیان است و در شهرستان میانه، بخش ترکمانچای، دهستان بروان شرقی، ۱۰۰ متری شمال شرقی روستای گاوینه‌رود و شهر ترکمانچای واقع شده و این اثر در تاریخ ۲۷ آبان ۱۳۸۶ با شمارهٔ ثبت ۲۰۱۹۴ به‌عنوان یکی از آثار ملی ایران به ثبت رسیده است.